# Double X
Double X – jedenasty album niemieckiego zespołu Bonfire. Album został wydany w 2006 roku na CD. Album został wydany na dwudziestolecie istnienia grupy.

## Lista utworów
1. "Day 911" (5:42)
2. "But We Still Rock" (4:06)
3. "Cry for Help" (4:35)
4. "Bet Your Bottom Dollar" (4:30)
5. "What's on Your Mind?" (4:16)
6. "Blink of an Eye" (6:09)
7. "Rap Is Crap!" (3:49)
8. "Notion of Love" (3:32)
9. "Right Things Right" (3:55)
10. "Hard to Say" (3:52)
11. "Wings to Fly" (4:43)
12. "So What" (4:38)
13. "Blink of an Eye" (7:49)

## Wykonawcy
- Hans Ziller – gitara, gitara akustyczna, gitara rytmiczna, wokal wspierający
- Jürgen Wiehler – perkusja, wokal wspierający
- Chris Limburg – gitara, wokal wspierający, produkcja
- Claus Lessman – gitara rytmiczna, wokal, wokal wspierający
- Uwe Köhler – gitara basowa, wokal wspierający